# Jan Kalaš
Jan Kalaš (1. února 1897 - ???) byl český a československý politik Komunistické strany Československa, poúnorový poslanec Národního shromáždění ČSR.

## Biografie
Po volbách roku 1948 byl zvolen do Národního shromáždění za KSČ ve volebním kraji Ústí nad Labem. Mandát nabyl až dodatečně v červenci 1951 jako náhradník poté, co rezignoval poslanec Josef Pavel. V parlamentu setrval do konce funkčního období, tedy do voleb v roce 1954.